# Campionati pacifico-americani di slittino 2019
I Campionati pacifico-americani di slittino 2019 sono stati l'ottava edizione dei  campionati pacifico-americani di slittino, manifestazione organizzata annualmente dalla Federazione Internazionale Slittino. Si sono disputati a Lake Placid, negli Stati Uniti d'America, il 15 e il 16 dicembre 2018 sul Mt. Van Hoevenberg Olympic Bobsled Run, il tracciato che ospitò le Olimpiadi invernali del 1980 e, sebbene con la sua versione "naturale" e non con quella attuale, quelle del 1932. La località nello stato di New York ha ospitato la manifestazione per la terza volta dopo le edizioni del 2013 e del 2015.
L'evento si è svolto all'interno della quarta tappa di Coppa del Mondo 2018/19.

## Singolo donne
L'atleta di casa Emily Sweeney vinse il suo primo titolo dopo i due argenti conquistati a Lake Placid 2015 e a Park City 2017, battendo la connazionale Summer Britcher, già argento a Calgary 2016 e bronzo nel 2015 e nel 2018, e l'altra atleta statunitense Brittney Arndt, alla sua prima medaglia nella competizione.

La detentrice del titolo 2018, la canadese Alex Gough, si è ritirata dall'attività agonistica dopo le olimpiadi di Pyeongchang 2018.
| Pos. | Atlete                 | Nazione     | Tempo    | Distacco |
| ---- | ---------------------- | ----------- | -------- | -------- |
|      | Emily Sweeney          | Stati Uniti | 1'27"943 |          |
|      | Summer Britcher        | Stati Uniti | 1'28"012 | +0"069   |
|      | Brittney Arndt         | Stati Uniti | 1'28"063 | +0"120   |
| 4    | Kimberley McRae        | Canada      | 1'28"115 | +0"172   |
| 5    | Raychel Germaine       | Stati Uniti | 1'28"841 | +0"898   |
| 6    | Brooke Apshkrum        | Canada      | 1'29"297 | +1"354   |
| 7    | Carolyn Maxwell        | Canada      | 1'29"325 | +1"382   |
| 8    | Verónica María Ravenna | Argentina   | 1'29"676 | +1"733   |

## Singolo uomini
Anche nella gara maschile il podio è stato monopolizzato degli atleti statunitensi e a trionfare è stato Chris Mazdzer, al suo quarto titolo dopo quelli vinti nel 2013, nel 2014 e nel 2016, davanti a Tucker West, già campione nel 2015 e nel 2017, e a Jonathan Gustafson, alla sua prima medaglia nella competizione.

Il detentore del titolo 2018, il canadese Samuel Edney, si è ritirato dall'attività agonistica dopo le olimpiadi di Pyeongchang 2018.
| Pos. | Atleti             | Nazione     | Tempo    | Distacco |
| ---- | ------------------ | ----------- | -------- | -------- |
|      | Chris Mazdzer      | Stati Uniti | 1'43"315 |          |
|      | Tucker West        | Stati Uniti | 1'43"918 | +0"603   |
|      | Jonathan Gustafson | Stati Uniti | 1'44"247 | +0"932   |
| 4    | Reid Watts         | Canada      | 1'44"480 | +1"165   |
| 5    | Alexander Ferlazzo | Australia   | -        | -        |

## Doppio
Con soltanto due coppie iscritte alla gara, i canadesi Tristan Walker e Justin Snith, detentori del titolo 2018 e di quelli vinti nel 2013, nel 2014 e nel 2016, sopravanzarono gli statunitensi Chris Mazdzer e Jayson Terdiman, con Mazdzer alla sua prima partecipazione nella specialità biposto e Terdiman già campione nel 2012 e nel 2015 (allora in coppia con Matt Mortensen, ritiratosi dall'attività agonistica dopo le olimpiadi di Pyeongchang 2018). Non venne tuttavia assegnato né il titolo né la medaglia d'argento in quanto non venne raggiunto il numero minimo di partecipanti (tre) come prevede il regolamento dei campionati.
| Pos. | Atleti                        | Nazione     | Tempo    | Distacco |
| ---- | ----------------------------- | ----------- | -------- | -------- |
| 1    | Tristan Walker Justin Snith   | Canada      | 1'28"358 |          |
| 2    | Chris Mazdzer Jayson Terdiman | Stati Uniti | 1'28"428 | +0.070   |

## Medagliere
| Posizione | Nazione     | Oro | Argento | Bronzo | Totale |
| --------- | ----------- | --- | ------- | ------ | ------ |
| 1         | Stati Uniti | 2   | 2       | 2      | 6      |
| Totale    | Totale      | 2   | 2       | 2      | 6      |